# Odites kollarella
Odites kollarella é uma espécie de insetos lepidópteros, mais especificamente de traças, pertencente à família Lecithoceridae.
A autoridade científica da espécie é O. G. Costa, tendo sido descrita no ano de 1832.
Trata-se de uma espécie presente no território português.